# Dolcenera

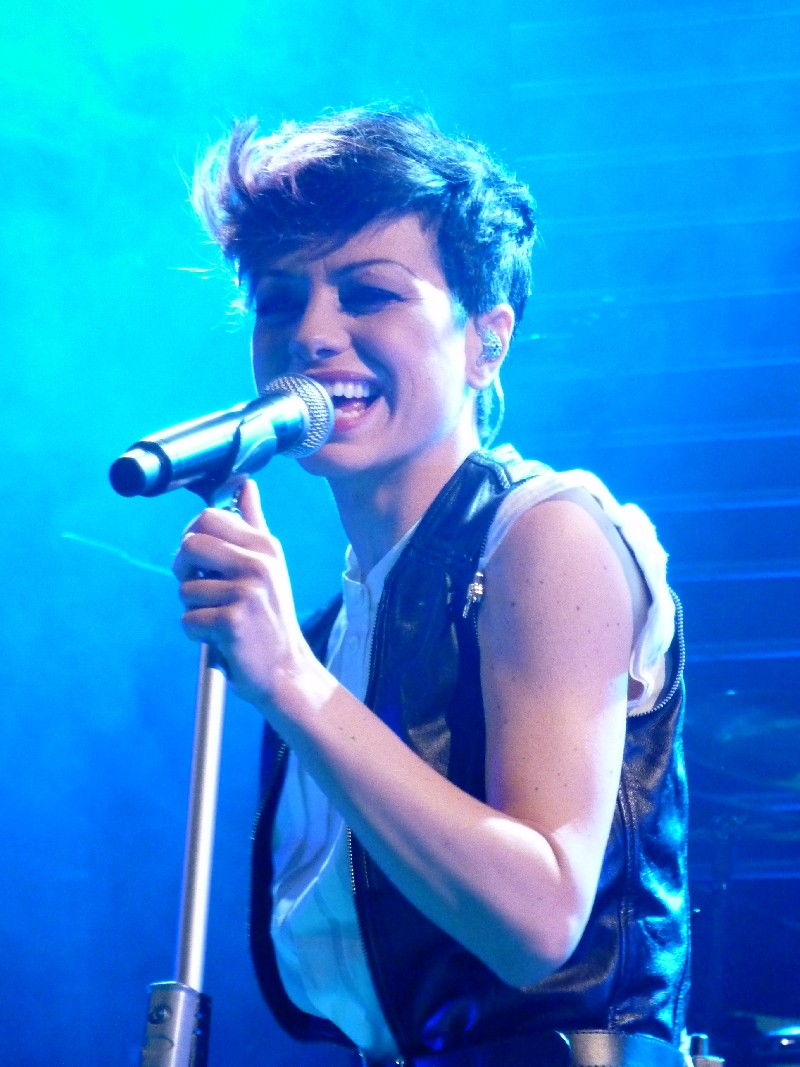
Dolcenera (2011)

Dolcenera (* 16. Mai 1977 in Galatina, Provinz Lecce, als Emanuela Trane) ist eine italienische Popsängerin.

## Werdegang
Trane begann mit 14 Jahren, Lieder zu schreiben, nachdem sie Gesang, Klavier und Klarinette erlernt hatte. Im Alter von 16 Jahren gründete sie in Florenz die Band Codice Zero. Schließlich entdeckte der Produzent Lucio Fabbri die Musikerin und sie nahm den Künstlernamen Dolcenera an, der sich aus den italienischen Wörtern für „süß“ und „schwarz“ zusammensetzt und als Hommage an das gleichnamige Lied von Fabrizio De André aus dem Jahre 1996 gedacht ist. Dolcenera begann ihre Karriere 2002 in der Sendung Destinazione Sanremo, in der sie sich für die Newcomer-Kategorie des Sanremo-Festivals 2003 qualifizieren konnte. Mit dem Lied Siamo tutti là fuori gewann sie in ihrer Kategorie, erreichte im Anschluss die Top 10 der Charts und veröffentlichte das Debütalbum Sorriso nucleare, mit dem sie 2004 auf Italientour ging.
2005 gewann sie in der Reality-TV-Sendung Music Farm. Ihr zweites Album Un mondo perfetto erreichte anschließend Platz vier in den italienischen Charts. Sie erhielt den De-André-Award und wurde mit dem Silbernen Löwen von Venedig als musikalische Entdeckung des Jahres ausgezeichnet. Im gleichen Jahr komponierte sie die offizielle Hymne für die Jugend-Fußballnationalmeisterschaft und war Fackelträgerin für die olympische Flamme.
Mit Com’è straordinaria la vita nahm sie 2006 erneut am Sanremo-Festival teil. Sie erreichte den zweiten Platz in der Frauenkategorie und kam ins Finale. Ihr drittes Album Il popolo dei sogni, auf dem eine Coverversion des Gianna-Nannini-Klassikers America zu hören ist, wurde anschließend ein weiterer kommerzieller Erfolg. Das Lied In fondo alla notte fand Eingang in den Soundtrack des Horrorfilms La notte del mio primo amore; außerdem veröffentlichte Dolcenera in diesem Jahr die EP Dolcenera canta il cinema (mit Coverversionen bekannter Lieder aus Filmsoundtracks) und eine eigene Kompilation für den deutschsprachigen Markt (unter dem Titel ihres zweiten Albums Un mondo perfetto).
Im März 2007 absolvierte sie ihre erste Deutschland-Tournee im Vorprogramm von Christina Stürmer. Außerdem trat sie in zwei Filmen als Schauspielerin in Erscheinung, Il nostro Messia und Scrivilo sui muri. Auf dem Soundtrack zu Finché nozze non ci separino waren erneut zwei Lieder von Dolcenera enthalten. Nach einer längeren Europatournee 2008 kehrte Dolcenera 2009 mit Il mio amore unico nach Sanremo zurück; sie schaffte es jedoch nicht ins Finale. Im Anschluss erschien das Album Dolcenera nel paese delle meraviglie, erstmals bei einem Major-Label (Sony).
Die Single Il sole di domenica kündigte 2011 das fünfte Album der Sängerin an, Evoluzione della specie. In diesem Jahr posierte sie auch für die italienische Ausgabe des Playboy, im Zusammenhang mit der Veröffentlichung ihrer Single L’amore è un gioco. Zusammen mit dem britischen Rapper Professor Green nahm sie Ende des Jahres eine englisch-italienische Version seines Hits Read All About It (im Original mit Emeli Sandé) auf. 2012 ging sie mit Ci vediamo a casa erneut beim Sanremo-Festival ins Rennen (das Lied erreichte den sechsten Platz im Finale), wobei sie am dritten Abend zusammen mit Professor Green auftrat. Es folgte eine Neuauflage des letzten Albums als Evoluzione della specie².
Bei den Parlamentswahlen in Italien 2013 war Dolcenera als Unterstützerin des Partito Democratico aktiv. Mit der Single Niente al mondo meldete sie sich 2014 wieder zurück, das sechste Album Le stelle non tremano erschien 2015 und erreichte erstmals wieder die Top fünf der Charts. Im Sanremo-Festival 2016 erreichte die Sängerin mit Ora o mai più (le cose cambiano) nur einen 15. Platz, das Lied war auf der Neuedition Le stelle non tremano (supernovae) enthalten. Danach war Dolcenera als Jurorin bei der vierten Staffel von The Voice of Italy tätig, wobei ihre Kandidatin Alice Paba den Sieg davontragen konnte.

## Diskografie

### Studioalben
| Jahr | Titel Musiklabel                             | Höchstplatzierung, Gesamtwochen, AuszeichnungChartsChartplatzierungen (Jahr, Titel, Musiklabel, Platzierungen, Wochen, Auszeichnungen, Anmerkungen) | Anmerkungen |
| Jahr | Titel Musiklabel                             | IT | Anmerkungen |
| ---- | -------------------------------------------- | --- | ----------- |
| 2003 | Sorriso nucleare Amarena/Edel                | IT58 (5 Wo.)IT |             |
| 2005 | Un mondo perfetto Amarena/Edel               | IT4 (29 Wo.)IT |             |
| 2006 | Il popolo dei sogni Amarena/Edel             | IT16 (14 Wo.)IT |             |
| 2009 | Dolcenera nel paese delle meraviglie Sony    | IT13 (23 Wo.)IT |             |
| 2011 | Evoluzione della specie EMI                  | IT15 (11 Wo.)IT |             |
| 2012 | Evoluzione della specie² EMI                 | IT23 (23 Wo.)IT |             |
| 2015 | Le stelle non tremano Universal              | IT5 (10 Wo.)IT |             |
| 2016 | Le stelle non tremano (supernovae) Universal | IT37 (7 Wo.)IT |             |

### Kompilationen
| Jahr | Titel Musiklabel                    | Höchstplatzierung, Gesamtwochen, AuszeichnungChartsChartplatzierungen (Jahr, Titel, Musiklabel, Platzierungen, Wochen, Auszeichnungen, Anmerkungen) | Anmerkungen |
| Jahr | Titel Musiklabel                    | IT | Anmerkungen |
| ---- | ----------------------------------- | --- | ----------- |
| 2009 | Dolcenera, Dolcenera Amarena/Edel   | IT67 (4 Wo.)IT |             |
| 2010 | Il meglio di Dolcenera Amarena/Edel | IT98 (1 Wo.)IT |             |

### Singles (Auswahl)
| Jahr | Titel Album                                                                                       | Höchstplatzierung, Gesamtwochen, AuszeichnungChartsChartplatzierungen (Jahr, Titel, Album, Platzierungen, Wochen, Auszeichnungen, Anmerkungen) | Anmerkungen                                        |
| Jahr | Titel Album                                                                                       | IT | Anmerkungen                                        |
| ---- | ------------------------------------------------------------------------------------------------- | --- | -------------------------------------------------- |
| 2003 | Siamo tutti là fuori Sorriso nucleare                                                             | IT10 (10 Wo.)IT |                                                    |
| 2005 | Continua Un mondo perfetto                                                                        | IT18 (10 Wo.)IT |                                                    |
| 2006 | Com’è straordinaria la vita Il popolo dei sogni                                                   | IT6 (14 Wo.)IT |                                                    |
| 2006 | Piove (condizione dell’anima) Il popolo dei sogni                                                 | IT11 (5 Wo.)IT |                                                    |
| 2009 | Il mio amore unico Dolcenera nel Paese delle Meraviglie                                           | IT5 (16 Wo.)IT |                                                    |
| 2009 | Un dolce incantesimo Dolcenera nel Paese delle Meraviglie                                         | IT47 (1 Wo.)IT |                                                    |
| 2011 | Il sole di domenica Evoluzione della specie                                                       | IT36 (20 Wo.)IT |                                                    |
| 2011 | L’amore è un gioco Evoluzione della specie                                                        | IT42 (11 Wo.)IT |                                                    |
| 2011 | Read All About It (Tutto quello che devi sapere) At Your Inconvenience / Evoluzione della specie² | IT18 Gold · (10 Wo.)IT | Professor Green feat. Dolcenera Verkäufe: + 15.000 |
| 2012 | Ci vediamo a casa Evoluzione della specie²                                                        | IT6 Platin · (17 Wo.)IT | Verkäufe: + 30.000                                 |
| 2012 | Pensiero stupendo                                                                                 | IT58 (2 Wo.)IT | Coverversion, Original von Patty Pravo             |
| 2013 | Niente al mondo Le stelle non tremano                                                             | IT44 (10 Wo.)IT |                                                    |
| 2016 | Ora o mai più (le cose cambiano) Le stelle non tremano (supernovae)                               | IT52 (2 Wo.)IT |                                                    |

## Filmografie
- 2007: Scrivilo sui muri – Regie: Giancarlo Scarchilli
- 2008: Il nostro Messia – Regie: Claudio Serughetti